# LK II
LK II（Leichter Kampfwagen II、軽量戦闘車両 2）は、第一次世界大戦中にドイツで開発された軽戦車である。

## 概要
1918年6月13日、ベルリン近郊のクルップの工場構内で、LK Iの試作車が試運転され、軍事会議のメンバーにその能力を実証した。
その10日後の6月23日、ドイツ帝国陸軍最高司令部（OHL）は、LK Iの改良型である、LK IIを発注した。
LK IIの設計は、LK Iに続いて、ヨーゼフ・フォルマーによって行われた。
LK Iと同様に、前方にエンジン室、後方に操縦室兼戦闘室を設けたレイアウトを持つ。エンジン室と操縦室/戦闘室の間は、木製の防火壁によって仕切られていた。本車は鋲接で組み立てられていた。
フロントエンジンの直後にある操縦手席は、ドイツ仕様では左側、スウェーデン仕様では右側にあった（スウェーデンは左側通行だった）。
砲搭載型は、操縦手と車長兼砲手と装填手の3名で運用された。
機関銃装備型は、操縦手と車長兼機関銃手の、最小2名の乗員で動かせたが、操縦室兼戦闘室には前後左右に4つの追加機銃マウントがあり、機銃手を1～2名追加して、機銃手が各機銃マウントを移動しながら、追加の機関銃を付け替えることで、各方向の敵兵に対応することができた。スペースの問題で、この機銃マウントの全てに、機銃手と機関銃を配置することはできなかった。これはイギリスのマーク A ホイペット中戦車と同じ方式である。
本車には、主兵装に57 mm砲と37 mm砲と機関銃のバリエーションがあった。
57 mm砲の方は、車体後部と一体となった固定砲塔（ケースメイト）に、「マキシム・ノルデンフェルト 57 mm砲」を限定旋回式に搭載していた。この砲はA7Vの搭載砲でもあった。
LK IIをベースにした砲戦車の開発は、LK IIの発注と同時に開始され、2両の試作車の製造が承認された。
57 mm砲は、回転砲塔に収めるには大きすぎたので、LK IIの後部に固定砲塔（ケースメイト）を設けることになった。固定砲塔の天板にはハッチが、側面には乗降用扉が、あり、視察と換気に役立った。操縦手は主砲の下に位置した。
1918年8月20日、射撃試験中に、57 mm砲の反動を抑えるのに、LK IIでは、（元が自動車用のシャーシなので）車体が耐えられない、車体が小さすぎて軽すぎる、サスペンションが弱すぎる、ことがわかった。また、車体後部の余分な重量により、テールヘビーとなったので、操縦が困難なこともわかった。逆に、車体前部の履帯は、その上に十分な重量がなかったので、クロスカントリーを駆動するのに、グリップの問題を抱えていることもわかった。
1918年9月30日、OHLは、57 mm砲搭載を諦め、比較的軽いクルップ社製の37 mm砲に置き換えることを指示した。
結局、57 mm砲を搭載した砲戦車は、試作のみに終わった。
37 mm砲の方は、車体後部に車体と一体となった（57 mm砲用と同様の）固定砲塔（ケースメイト）を設け、クルップ社製の37 mm砲を限定旋回式に搭載する予定だった。
1918年9月30日、OHLは、LK IIの砲と機関銃の搭載車の比率について、三分の二は37 mm砲で武装し、三分の一は7.92 mm機関銃で武装する必要があると、指示した。
結局、1918年11月の終戦までに、37 mm砲を搭載したLK IIは生産されなかった。これは、クルップ社製の37 mm砲が未だ開発中だったことによる。
実際に生産されたのは、全周旋回可能な回転砲塔に1挺、車体に1挺（車体の機関銃は追加装備可能）の、MG08/15 7.92 mm重機関銃を搭載する、機関銃装備型であった。これらの機関銃装備型は、後にスウェーデンとハンガリーに売却された。売却先のスウェーデンでは、37 ㎜砲を搭載しようと試みたが、結局テストのみで終わっている。
LK IIの機関銃用回転砲塔は、車長による人力旋回方式だが、砲塔の取っ手を持って直接回す方式であり、ギアによる旋回ハンドル（転把）は無かった。砲塔の両側にはピストルポート（拳銃孔）が設けられ、車長の個人装備であるルガーP08で接近する敵兵に対応した。
車長は車体後面の乗降用扉から出入りした（機関銃装備型の場合。砲搭載型の場合は車長も両側面の乗降用扉から）。操縦手は操縦席の両隣にある、車体の両側面の乗降用扉から出入りした。覗き窓や乗降用扉は、非戦闘時には開放して、視界を改善したり、風通しを良くしたり、換気を行ったりすることができた。
本車の装甲は8～14 mmであり、総重量が8.75 tに増している。動力にはダイムラー社が製造した、モデル1910 4気筒ガソリンエンジンを用い、55～60馬力を出力した。エンジンの左右に燃料タンク（総容量170 L）があった。エンジンを始動するには、外部から車体の前部でクランクハンドルを回さなければならなかった。これは戦闘状況においては非常に危険であった。駆動方式は、車体前部のエンジンで車体下部のドライブシャフトを通じて車体後方の起動輪（スプロケット・ホイール）を駆動する、フロントエンジン・リアドライブ方式であった。車体前方の誘導輪（アイドラー・ホイール）の側面には、履帯の張り具合を調整するテンション・アジャスターがあった。
足回りは、4つ(一番後部は3つ）の小転輪を一組とし、それをボギー式サスペンションで支え、それが、片側6組23個、両側12組46個の、小転輪で構成されていた。
LT Iの欠点であった履帯の前方への突出が控えめとなり、履帯間の補強用金属フレームが不要となった。車体側面のサスペンションを保護する装甲板に、泥落とし用の傾斜した溝が設けられた。
65～70 kmの航続距離を持ち、最大速度は14～18 km/hであった。
LK IIの量産車の車体後面の下方には、試作車にはなかったA字型の牽引フックがあり、故障車両やスタック車両を牽引したり、もしくは自らが牽引されたり、する他、砲牽引車や弾薬運搬車の代わりとして、車輪付きの大砲や弾薬車を牽引することも可能であった。車体後部の戦闘室も、機銃手を降ろせば（乗せなければ）、砲兵を乗せるなど、簡易な兵員輸送スペースとして使用可能であったと想像される。
LK IIの推定製造費は、1918年の価格で65,000-70,000 マルクであった。LK IIは、580両が発注されたが、契約通りに生産が完了することは無かった。LK IIが実戦に参加したという記録はない。
なお、LK IIIという、LK IIの部品を流用し、LK IIの車体を前後にひっくり返したような設計案もあった。LK IIIは、車体前部と一体となった固定砲塔に、57 mm砲を限定旋回式に搭載する予定であった。車体の前後の向きを入れ替えることにより、操縦手の視界が改善される利点があった。LK IIIでは、エンジンが車体後部に移ったので、戦闘室内後ろ側にエンジン始動用の内部クランクハンドルが設置される予定であった。
ただし、LK IIに57㎜砲を搭載した射撃試験では、LK IIの車体では57 mm砲搭載に無理があることがわかり、量産車では、クルップ社製37 mm砲もしくは7.92 mm重機関銃を、搭載することになっていたので、LK IIIでも同様（三分の二は固定砲塔もしくは回転砲塔に37 mm砲搭載 、三分の一は回転砲塔に7.92 mm重機関銃搭載）になった可能性が高い。
1918年10月に、1,000両のLK IIIが発注されたが、結局、終戦により、LK IIIが生産されることはなかった。

## 第一次大戦後のスウェーデンでの運用

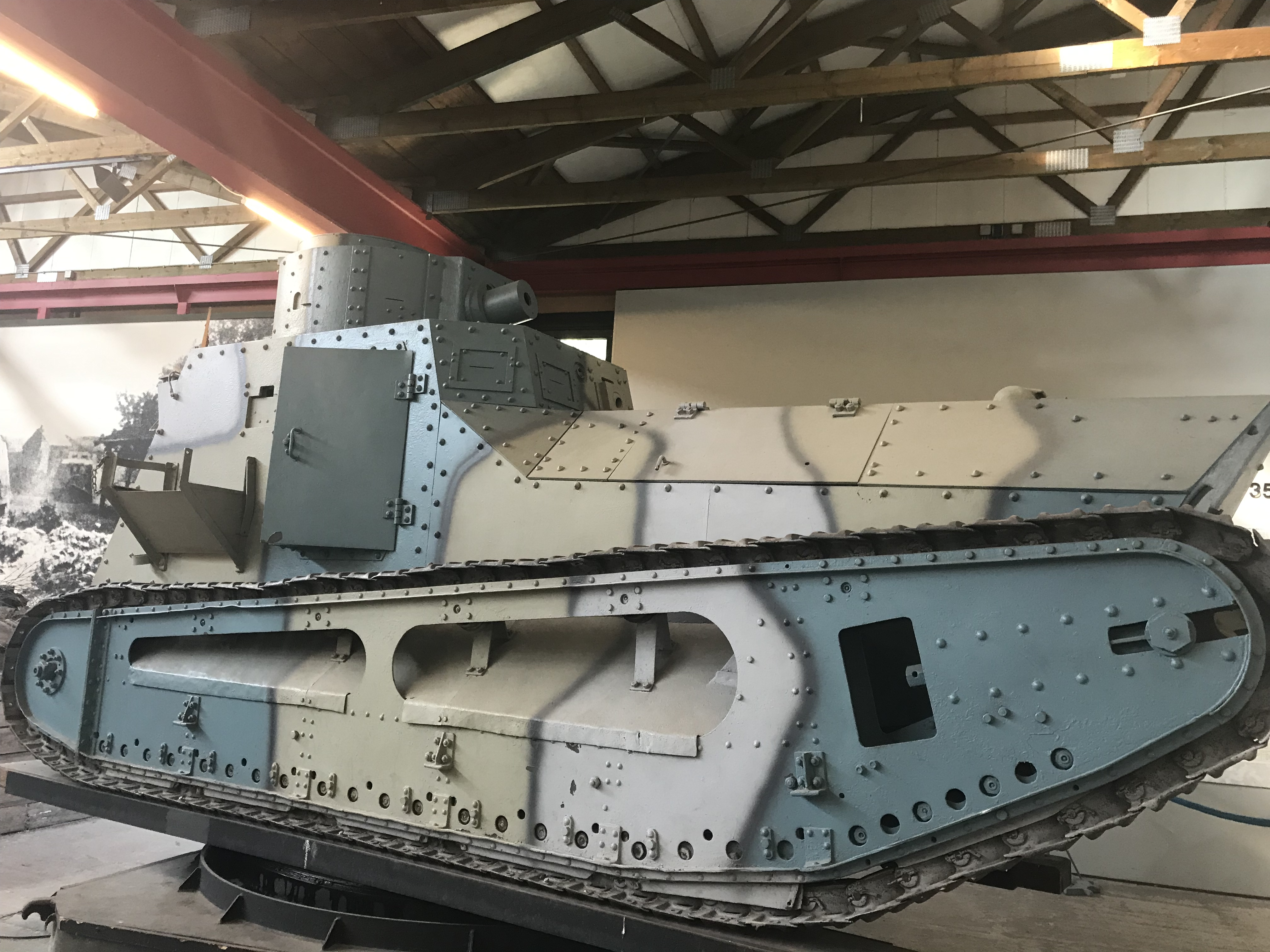
ムンスター戦車博物館のStrv. m/21-29

第一次世界大戦後、ヴェルサイユ条約の条件の下、ドイツは戦車の製造や使用を許可されなかったので、戦後、LK IIの在庫を、スウェーデンに10両を、ハンガリーに14両を、密かに売却した。LK IIの正確な生産数はわかっていないが、このことから、少なくとも24両が生産されたのは確実である（少なくともその分の部品は。未組み立てだった可能性もある。（完成品がわざわざ分解されたのではなく）そのまま部品として売却された可能性もある）。
1921年、ベルリンのSteffen & Heyman社が仲介となり、スウェーデン政府は、秘密裏に10両分の部品を、総額20万スウェーデン・クローナで購入した。スウェーデンは、ルノー FT-17 軽戦車を購入したかったが、高価だったので諦め、FT-17の三分の一の価格で、LK IIを購入した。スウェーデンでは、操縦手と車長兼回転砲塔機銃手の2名に、機銃手の2名を追加し、計4名の乗員で本車を運用した。追加の機銃手2名は、車体両側面の機関銃を担当した。
部品はボイラー用のプレートおよび農業器材と偽装され、船で輸送された後、「Pansarvagn försöksmodell/1922」の型式を与えられた後、改めて、「Stridsvagn m/21」（略称Strv. m/21）としてスウェーデンで組み立てられた。Strv. m/21は、回転砲塔に「Ksp m/14 6.5 mm軽機関銃」1挺を装備した（車体の機関銃は追加装備可能）。
1923年、スウェーデンは状態の悪い中古のルノー FT-17を1両購入し、車両はすぐに廃棄されたが、取り外したピュトーSA18 37 ㎜戦車砲が、Strv. m/21の1つに搭載され、テストされた。
1920年代後半、スウェーデンのペテルソン&オールセン社が経営危機に陥った際、ドイツ資本が多額の出資をして経営権を掌握し、1928年に社名をランツヴェルク社に変更した。ドイツはランツヴェルク社の主要株主となり、オットー・メルケル（Otto Merker）を主任設計技師の地位に就け、ドイツ国内で禁止されていた戦車開発を、スウェーデン国内で行った。
1928年、Strv. m/21がますます時代遅れになっていく中、スウェーデンで新しい戦車を取得するプロジェクトが始まった。
フランスからルノーNC27軽戦車の試作型1両が購入されたが、スウェーデンの条件には適さないと考えられた。これは現在、世界に唯一残っているルノーNC27であり、アルセナーレン戦車博物館で見ることができる。
結果、フランスの戦車を購入する代わりに、Strv. m/21をアップグレードすることになった。
1929年、Strv. m/21の内5両が発展型の「Stridsvagn m/21-29」（略称Strv. m/21-29）となるべく設計図が起こされ、1930年に2両が、1931年から1934年にかけて3両が、ランツヴェルク社によって改修された。
Strv. m/21-29は回転砲塔に機関銃1挺（車体の機関銃は追加装備可能）を搭載し、スカニア＝ヴァビス（Scania-Vabis）社製 85 hpエンジンで駆動された。エンジン始動用に、内部クランクハンドルと電動スターターが追加された。また、車内に電気照明も追加された（それまではオイルランプだった）。
改修された戦車の内1両にハインツ・グデーリアンが搭乗し、操縦している。これは1929年に行われたスウェーデンへの訪問でのことであった。
1930年、シュコダ 37 mm歩兵砲が、Strv. m/21の1つに搭載され、テストされたが、失敗した。
1930年代初頭に、Strv. m/21-29の更新用として、カーデン・ロイド豆戦車 Mk.V*とMk.VIの、計2輌を試験用に輸入。結果、不採用。
1931年、ランツヴェルク社は、Strv. m/31（L-10）を開発・生産した。これはスウェーデンで開発・生産された最初の戦車となった。
1938年、チェコスロバキアのČKD社のAH-IV豆戦車の購入により、Strv. m/21-29の軍務は終了した。

## 第一次大戦後のハンガリーでの運用
ハンガリーはドイツと同じく、第一次世界大戦での敗戦国側であり、軍事兵器の購入と所有権は連合国によって厳しく管理されていたが、にもかかわらず、ドイツから機関銃装備型のLK II 14両を密かに購入した。1920年春に最初の2両が到着し、残りの12両はドイツの軍縮が始まった後にバラバラに出荷された。
ハンガリー政府は、休戦協定に続くドイツ革命を目撃し、ドイツの路上で戦車や装甲車が使用されるのを見ていた。また、ハンガリーは、ルーマニア、チェコスロバキア、ユーゴスラビアによる侵略に、苦しめられていた。
ハンガリー政府は、革命や近隣諸国との対立に備えたいと考え、14両のLK IIは全て、ブダペストに拠点を置くハンガリー警察訓練学校（RUISK）に配備される予定だった。
しかし、トリアノン条約はハンガリーの再軍備を事実上禁止していたので、LK IIが到着したとき、条約の査察官からLK IIを隠されなければならなかった。LK IIは分解され、車体は「農業用トラクター」を装って、農場や鉄道貨物貨車に隠された。
1927年3月、ハンガリーは再軍備が可能となり、1928年に最初の戦車中隊が設立された。
1930年4月、分解されたLK IIの車体の状態を注意深く検査した後、6両のLK IIが再び組み立てられ、より近代的な車両が利用可能になるまで、乗員の訓練のためにそれらを使用し始めた。ハンガリー軍のLK IIは、シュワルツローゼ 8 mm重機関銃を装備した。
イタリアのFIAT 3000B軽戦車が、第1訓練中隊によって新たに購入・使用され、LK II戦車の5両は、第2訓練中隊によって使用された。
1930年代の後半には、LK IIは時代遅れと見なされ、駐屯地に廃棄された。2つの砲塔は、装甲列車のために再利用された。
1939年、1両のLK IIが駐屯地内の閉鎖された小屋に隠されているのが発見された。その車両は公式記録には存在せず、時代遅れとみなされていたので、屑鉄として売却された。

## 派生型
- ライヒト・ツークマシーネ（軽砲牽引車/軽弾薬運搬車）

1918年5月22日、クルップ社は、「ライヒト・ツークマシーネ」（Leichte-Zugmaschiene, LZ）または「クラフト・プロッツェン」（Kraftprotzen）と呼ばれる、LK IIの車体と足回りを流用した、武装砲兵のための、野戦榴弾砲や弾薬車を牽引する軽装甲の原動車を、開発製造する案を提出した。これは、戦場で砲弾を運搬するために利用可能な馬の不足を懸念していた、OHLのマックス・バウアー中佐の指示によって行われた。
クルップ社のデザインには砲塔が付いておらず、MG08 7.92 mm重機関銃1挺が、車両後部の戦闘室の前面に装備された。装甲はLK IIほど厚くはなく、徹甲弾を防ぐことはできず、爆風や小口径弾や弾片から乗員を保護できるだけだった。戦闘室の後方は開放式の荷台になっていた。
この提案はLK IIの量産を優先して否決された。自動車輸送部長ヘルマン・マイヤー大佐は、LK IIプロジェクトへのバウアー中佐の支持を得るために妥協した。マイヤー大佐は、全てのLK IIの後部に頑丈な牽引フックを取り付けることを指示した。
「ツーク・マシーネ」はドイツ語で、「牽引車（トラクター）」の意味である。
- クライナー・シュトゥルムヴァーゲン（軽突撃戦車）

1918年6月13日、ドイツのエッセンにあるクルップ社の事務所で開かれた会議で、ヨーゼフ・フォルマーと自動車輸送部長ヘルマン・マイヤー大佐は、政府閣僚と陸軍将校ら特別招待聴衆の前で、会社の周りを運転させることによって、試作車のLK Iをデモンストレーションした。クルップ社は「クライナー・シュトゥルムヴァーゲン」（Kleiner Sturmwagen)と呼ばれる新しい戦車の計画を示す機会を得た。直訳すれば「小型突撃車両」だが、それはLK IIより大きかった。
「クライナー・シュトゥルムヴァーゲン」には武装の異なる2つのバージョンがあった。
1つはMG08 7.92 mm重機関銃で武装し、もう1つは52 mm戦車砲で武装していた。武装は車体前面に突撃砲のように装備された。
1918年7月23日、クルップ社とダイムラー社は、「クライナー・シュトゥルムヴァーゲン」の共同提案を正式に提出した。LK IIの生産決定により、提案は最終的に却下された。
クライナー・シュトゥルムヴァーゲンで開発された技術は、後に、ライヒトトラクトーアの開発に活かされた。

## 現存車両
ドイツ製のLK IIは4両が現存している。
元の1918年仕様では1両だけが現存しており、スウェーデン軍に「Stridsvagn m/21」と呼称された。スウェーデンのストレングネースのアルセナーレン戦車博物館（前身はアクスバル戦車博物館）で展示されている。
残りの3両のLK IIはアップグレードされており、「Stridsvagn m/21-29」と呼称された。内2両はアルセナーレン戦車博物館で、3両目はドイツのムンスター戦車博物館で展示されている。